# Jason Nevins
Jason Nevins (* 1970 in New York) ist ein US-amerikanischer Musikproduzent, DJ und Remixer im Bereich Big Beat und House.

## Leben und Wirken
Nevins arbeitete schon seit den frühen 1990er Jahren als Remixer. Der internationale Durchbruch gelang ihm Ende 1997, nachdem er das Lied It’s Like That von Run-DMC neu produziert hatte. Dieser Remix erreichte in 30 Ländern die Spitzenposition der Singlecharts. In der Folgezeit remixte und produzierte er weitere internationale Hits, darunter Run-DMCs Tricky, We Want Some Pussy (vs. The Krew; im Original von 2 Live Crew) und Cypress Hills (Insane in the Brain). Ab 2001 baute er vermehrt Rockelemente in seine Remixe und Produktionen ein und arbeitete für sehr unterschiedliche Künstler, darunter N.E.R.D., Duran Duran oder The Bloodhound Gang.
Auch als Solokünstler konnte Nevins mit dem Lied I’m in Heaven, das er unter dem Pseudonym U.K.N.Y. veröffentlichte, noch in Großbritannien die Top 10 erreichen. Auch zwei weitere Singles erreichten noch die Charts im Vereinigten Königreich.

## Diskografie

### Studioalben
- 1993: Red / Green CD
- 1994: The Unreleased Lockapellas Volume 1 / The Unreleased Accapellas Volume 1 (A-Seite – Trey Max / B-Seite – Jason Nevins)
- 1999: Universal
- 2004: The Funk Rocker
- 2004: Pushing It Hard

### DJ-Mixe
- 2004: Push It Harder – The Lost Tapes
- 2009: Ultra Dance 10

### EPs
- 1993: The Green EP
- 1993: The Red EP
- 1994: The Jason Nevins EP
- 1994: The Jason Nevins EP (Part 2)
- 1995: The Master Blaster E. P.
- 1995: Madhouse EP
- 1996: The Rhythm City EP
- 1996: The Bootleg E. P.
- 1997: The Tart ’n Tangy EP

### Singles
| Jahr | Titel Album                      | Höchstplatzierung, Gesamtwochen, AuszeichnungChartplatzierungen (Jahr, Titel, Album, Platzierungen, Wochen, Auszeichnungen, Anmerkungen) | Höchstplatzierung, Gesamtwochen, AuszeichnungChartplatzierungen (Jahr, Titel, Album, Platzierungen, Wochen, Auszeichnungen, Anmerkungen) | Höchstplatzierung, Gesamtwochen, AuszeichnungChartplatzierungen (Jahr, Titel, Album, Platzierungen, Wochen, Auszeichnungen, Anmerkungen) | Höchstplatzierung, Gesamtwochen, AuszeichnungChartplatzierungen (Jahr, Titel, Album, Platzierungen, Wochen, Auszeichnungen, Anmerkungen) | Anmerkungen                                                                 |
| Jahr | Titel Album                      | DE | AT | CH | UK | Anmerkungen                                                                 |
| ---- | -------------------------------- | --- | --- | --- | --- | --------------------------------------------------------------------------- |
| 1997 | It’s Like That Universal         | DE1 ×3Dreifachgold · (27 Wo.)DE | AT2 Gold · (23 Wo.)AT | CH1 Platin · (28 Wo.)CH | UK1 ×3Dreifachplatin · (27 Wo.)UK | Erstveröffentlichung: 6. Oktober 1997 Run-D.M.C. vs. Jason Nevins           |
| 1998 | (It’s) Tricky Universal          | DE23 (9 Wo.)DE | AT11 (9 Wo.)AT | CH22 (6 Wo.)CH | UK74 (1 Wo.)UK | Erstveröffentlichung: 30. März 1998 Run-D.M.C. vs. Jason Nevins             |
| 1999 | Insane in the Brain Universal    | DE27 (7 Wo.)DE | — | CH28 (5 Wo.)CH | UK19 (3 Wo.)UK | Erstveröffentlichung: 26. Mai 1999 Jason Nevins vs. Cypress Hill            |
| 2003 | I’m in Heaven Pushing It Hard    | — | — | — | UK9 (5 Wo.)UK | Erstveröffentlichung: 2003 Jason Nevins presents U.K.N.Y. feat. Holly James |
| 2004 | I’m the Main Man The Funk Rocker | — | — | — | UK78 (1 Wo.)UK | Erstveröffentlichung: 2004 Jason Nevins presents The Funk Rocker            |
| 2007 | Touch Me Like That Club Disco    | — | — | — | UK48 (1 Wo.)UK | Erstveröffentlichung: 3. Dezember 2007 Dannii Minogue vs. Jason Nevins      |

Weitere Singles
| - 1993: Eternal Joy (Rio Calling) - 1993: I Got My Mind Made Up / Super Soul (mit W. E.) - 1993: Essential Vol. I - 1993: Essential Vol. 2 - 1994: You Are My All / Just a Little (Xtra Strength) - 1994: Just Feel It - 1994: The Viper Room - 1995: Reach (Take It to the Top) (Alliance feat. Lillias White) - 1995: Sound F/X - 1995: Plastik Traxx Vol. 3 - 1995: Nevins Warehouse - 1995: Pump (The Volume) (Xtra Strength) - 1995: Rumba Samba - 1996: The Real “Ooh La La La” | - 1996: Unreleased Vol. 1 - 1996: The Bubble Lounge - 1996: I Got My Man - 1996: Nocturnal “Pump It” - 1998: Summer Junkies (vs. Summer Junkies) - 1998: Hold on Tight - 1998: We Want Some Pussy! (vs. The Krew) - 1998: Muzik - 1999: Throw Your Hands Up (vs. Fast Eddie) - 1999: Preces Meae (vs. Ugo Farell) - 2001: Scyzoryk (Remix 2001) (vs. Liroy) - 2001: I Know You Got Soul (vs. Eric B. & Rakim) - 2003: Jason Nevins EP - 2015: Pump It (mit Nocturnal) |

### Remixe (Auswahl)
| - Anastacia – Left Outside Alone - Anastacia – Sick and Tired - Britney Spears – Early Mornin’ - Britney Spears – Womanizer - Chris Brown – Run It! - Dannii Minogue – Put the Needle on It - Duran Duran – (Reach Up for the) Sunrise - Elvis Presley – Rubberneckin - Falco – Der Kommissar - iCarly – Leave It All to Me - Janet Jackson – I Get Lonely - Katy Perry – I Kissed a Girl - Katy Perry – Hot N Cold - Kelly Clarkson – Since U Been Gone - Kelly Clarkson – Because of You - Kris Kross – Jump 2000 | - LL Cool J feat. Jennifer Lopez – Control Myself - Madonna – Nothing Fails - Michael Jackson - Thriller Megamix - Missy Elliott – Beep Me 911 - Nelly - Dilemma - N.E.R.D. – Rockstar - Paris Hilton – Nothing in This World - Prince – The Greatest Romance Ever Sold - Rob Thomas – Lonely No More - Rihanna – SOS (Rescue Me) - Stacie Orrico – (There’s Gotta Be) More to Life - Thalía – Don’t Look Back - The Veronicas – Everything I’m Not - Trio – Da da da - Will Smith – Miami |